# Nationalpark Bantimurung-Bulusaraung
Der Nationalpark Bantimurung-Bulusaraung ist ein etwa 437 km² großer Nationalpark im Regierungsbezirk Maros in der Provinz Sulawesi Selatan, Indonesien.
Der Park liegt circa 50 km nördlich von Makassar.
Das Gebiet umfasst die Kalksteinberge von Maros Pangkep, nach Südostchina die zweitgrößte Karstregion der Welt.
Die Karstregion ist 43.750 Hektar groß und umfasst 286 Höhlen, darunter 16 prähistorische Höhlen im Regierungsbezirk Maros und 17 prähistorische Höhlen in Pangkep, Regierungsbezirk Bone.
Hauptanziehungspunkt und beliebtes Ausflugsziel für die Bevölkerung ist der Wasserfall. Beim Wasserfall befinden sich zwei Höhlen, die Traumhöhle auf der linken Seite des Wasserfalls (einen Kilometer lang) und die Steinhöhle auf der rechten Seite.

## Geschichte des Parks
Die erste Erforschung des Gebietes von Bantimurung erfolgte durch Alfred Wallace im Juli–Oktober 1857. Später veröffentlichte er seine Forschungsergebnisse in dem Buch "Die Malaiischen Archipel", worauf viele Forscher nach Maros kamen. 1970–1980 gab es fünf ausgewählte Schutzgebiete im Maros-Pangkep Karstgebiet, bestehend aus zwei Naturparks (Bantimurung und Gua Pattunuang) und drei Naturschutzgebiete (Bantimurung, Karaenta und Bulusaurung). 1993 empfahl der XI. Internationale Union für Höhlenforschung-Kongress das Maros-Pangkep Karst als Weltkulturerbe. Fünf Jahre später empfahl auch das Umweltseminar der Hasanuddin-Universität in Makassar (PSL-UNHAS) den Schutz des Maros-Pangkep Karsts. 2004 wurde das Gebiet zum Nationalpark erklärt. In den Höhlen im Maros-Pangkep Karst wurden ca. 40.000 Jahre alte Höhlenmalereien entdeckt.

## Fauna
Der Nationalpark beherbergt unter anderem Mohrenmakaken (Macaca maura), Nashornvögel (Helmhornvogel und Sulawesi-Hornvogel), Bodenkuskus (Strigocuscus celebensis), Sulawesi-Roller (Macrogalidia musschenbroekii), Fledermäuse und Bindenschweine (Sus scrofa vittatus). Im März 2008 wurden vom Nationalparkpersonal die Existenz des Makassar-Koboldmaki (Tarsius fuscus) dokumentiert. Die Süßwasserkrabbe Cancrocaeca xenomorpha findet sich nur in den Karst-Höhlen von Maros.
Es gibt im Park zahlreiche Schmetterlinge wie Troides helena, Troides hypolitus, Troides haliphron, Papilio peranthus adamantius und Cethosia myrina. Während seiner Forschungsreise 1857 hatte Alfred Wallace 256 Schmetterlingsarten identifiziert. Seit den 1970ern wurden Schmetterlinge aus Bantimurung exportiert und als Souvenirs verkauft. Erst seit 2010 wird von der Parkverwaltung statt der Ausbeutung die Erhaltung der Schmetterlinge als Ziel gesehen.

## Galerie

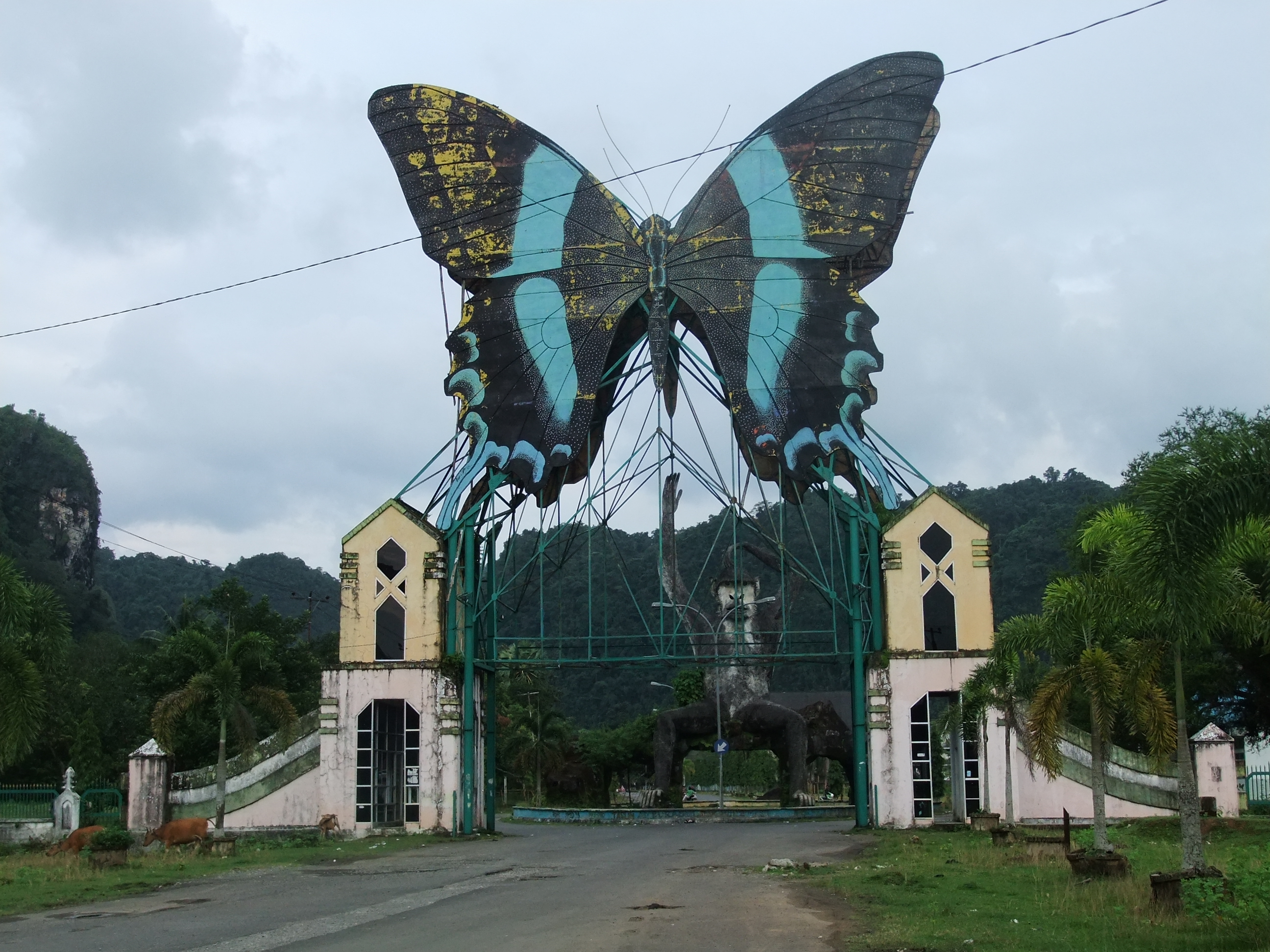
Tor zum Bantimurung Wasserfall
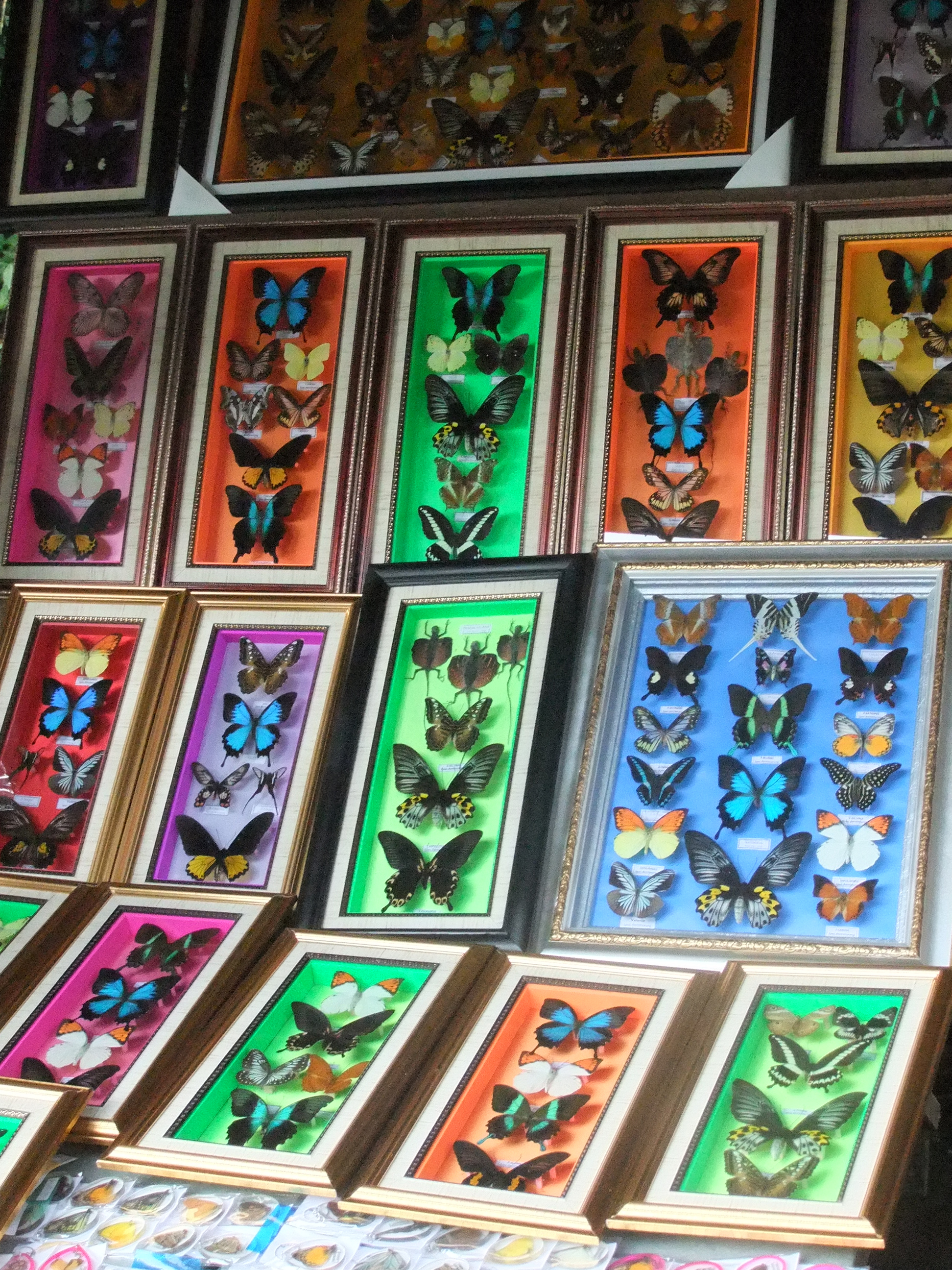
Schmetterlinge zum Verkauf im Nationalpark
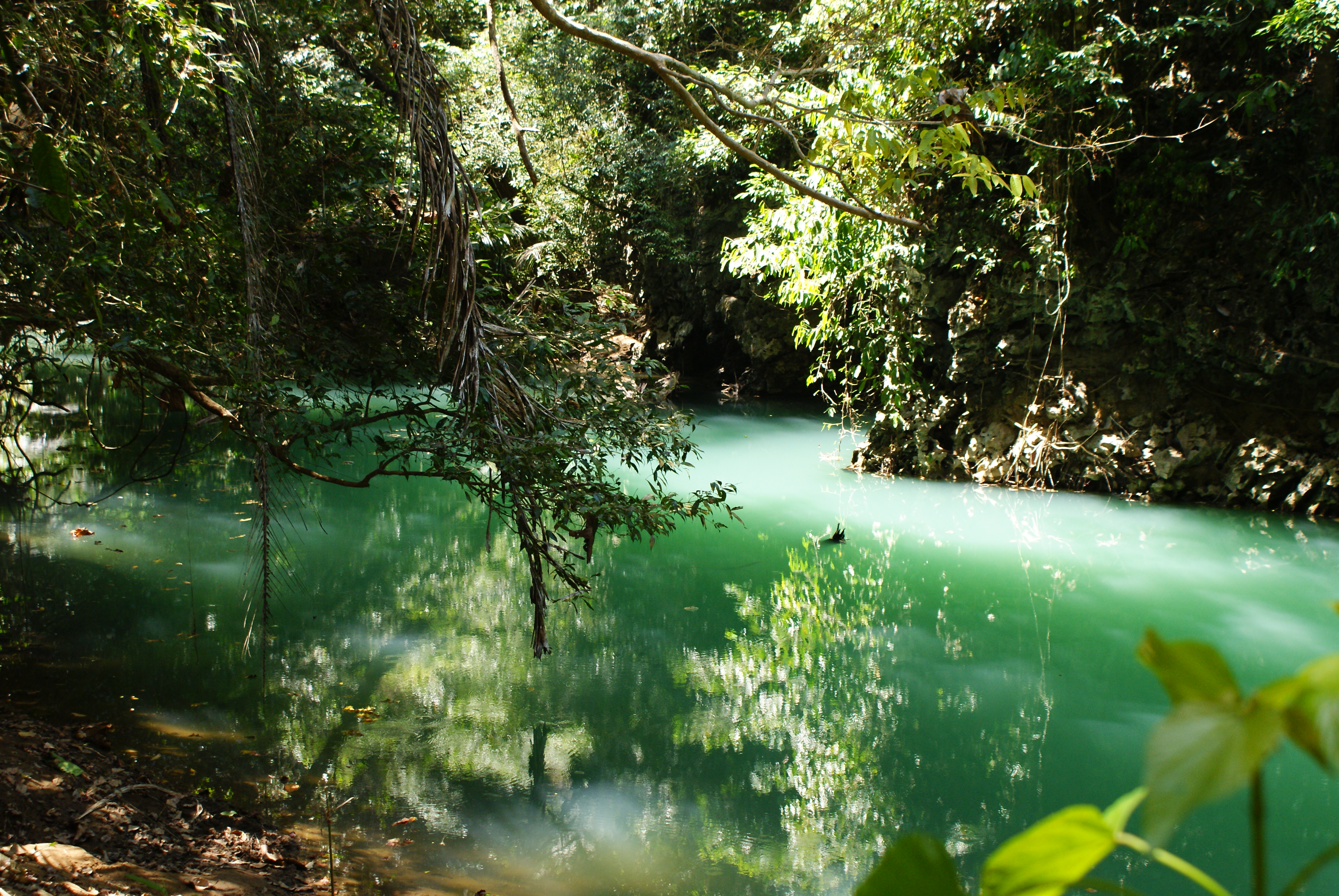
Grüner Fluss im Nationalpark
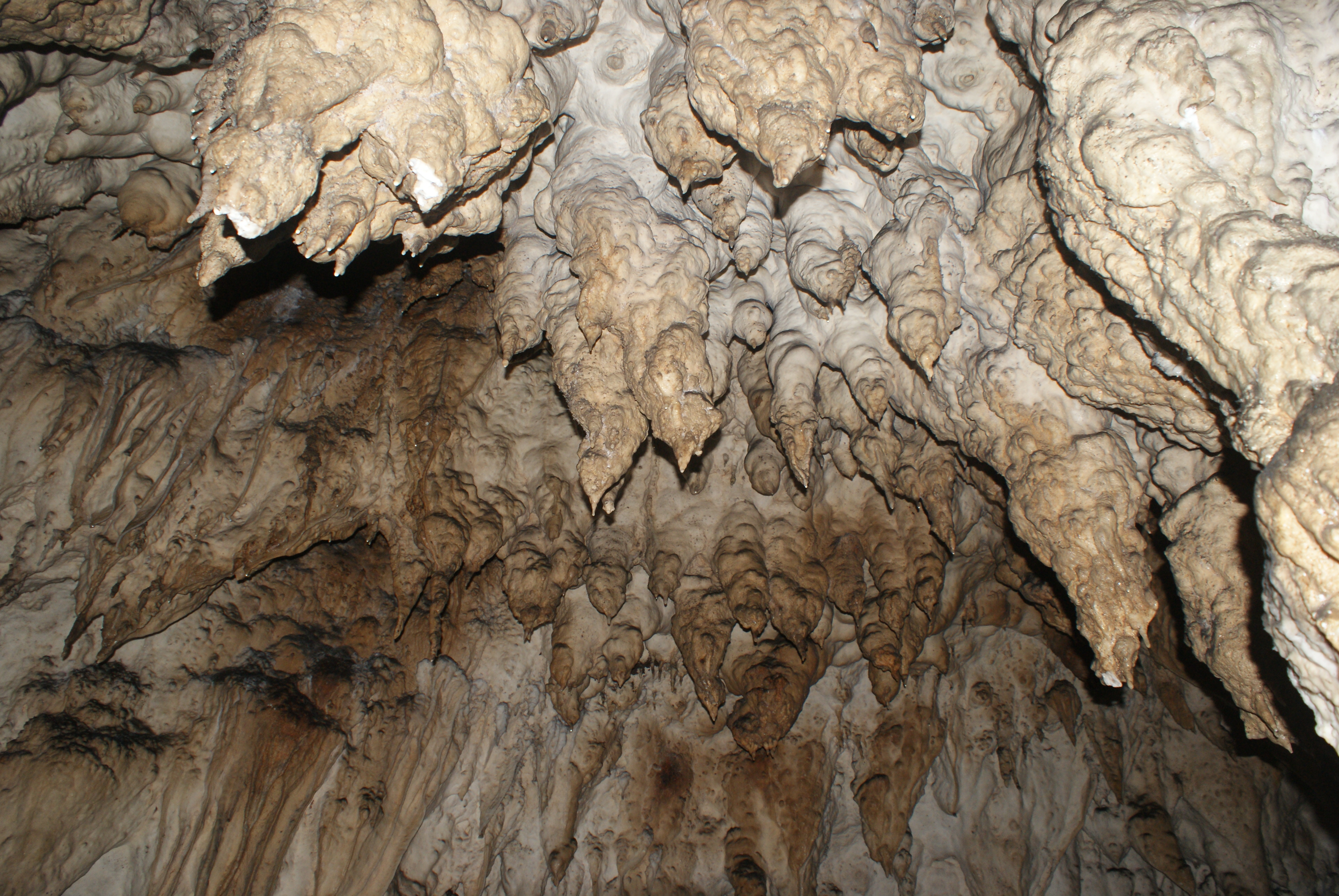
Stalaktiten und Stalagmiten im Inneren einer Höhle in Bantimurung
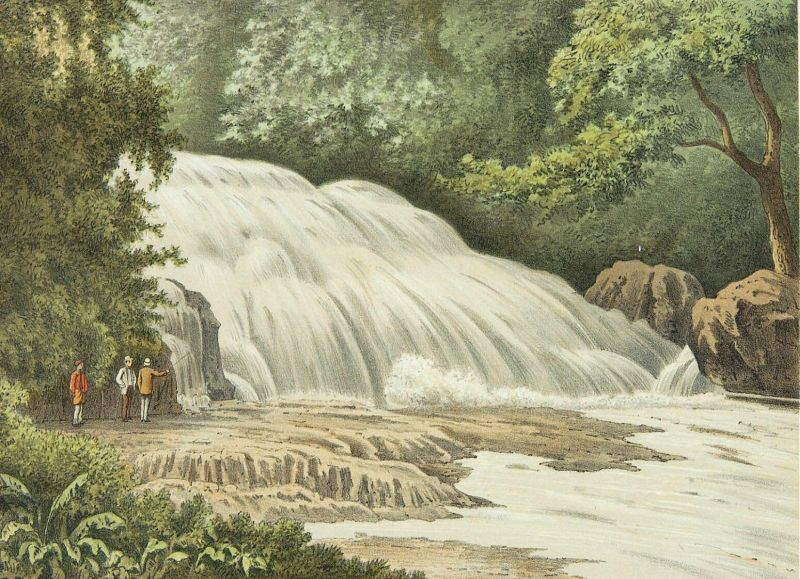
Lithographie des Bantimurung-Wasserfall um 1883–1889 basierend auf Josias Cornelis Rappard
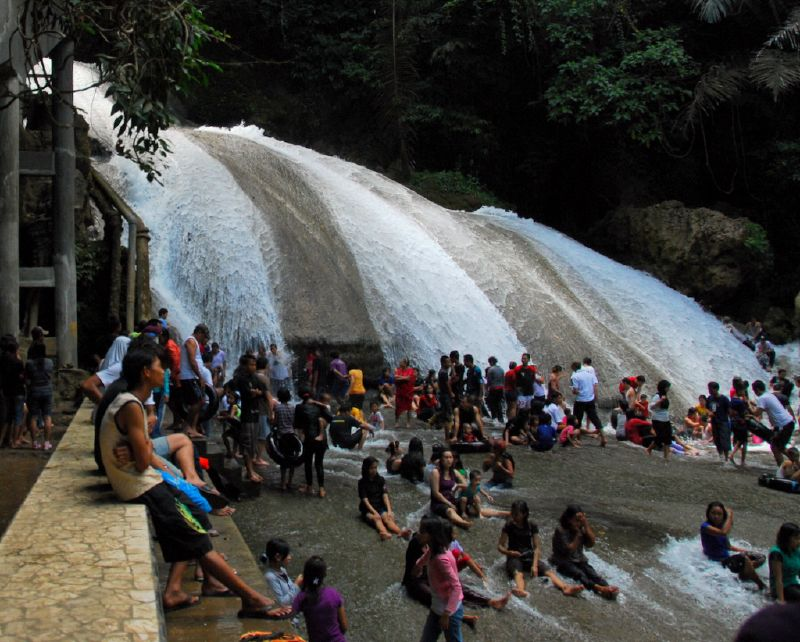
Bantimurung-Wasserfall heute